# 922

## Догађаји
- 26. март — Мансур ел Халаџ, персијски мистик и песник, осуђен је на смрт због јереси након дугог суђења у Багдаду. Пошто је подржао реформу у Абасидском калифату, сматран је разбојником, бичеван је, осакаћен и погубљен (одсецањем главе).
- Битка код Пегае
- Западнофраначки племићи дижу побуну и свргавају краља Карла III Безазленог након 24 године владавине. Он тражи уточиште у Лотарингији, а замењује га Робер I, брат покојног краља Одоа, који је крунисан за краља Западне Франачке у катедрали у Ремсу.
- Након што је српски кнез Павле Брановић збачен с трона, на чело кнежевине Србије долази Захарија Прибислављевић. Он је наставио своје раније везе с Византијом. Као повод за нови став њему је добро дошао устанак у самој Бугарској. Због сумње да је кнез Захарија умешан у устанак , бугарски цар Симеон је упути  казнену експедицију у Србију на челу се Теодором Сигрицом и Мармајом. Срби су потазили бугарску, наневши им велике губитке и убивши обојицу вођа. Као доказ своје победе Захарија је послао у Цариград њихове главе и оружје. Киван због тога, Симеон је послао у Србију нову, знатно јачу војску, и уза њу, као новог кандидата за престо, Клонимирова сина Часлава. Захарија се препао те силе и, не смејући да је сачека у земљи, побегао у Далмацију.

## Смрти
- 20. фебруар — Теодора, византијска царица
- 26. март — Мансур ел Халаџ, персијски мистик и песник